# مرد مجرد (فیلم)
مرد مجرد (به هندی: Kunwara) فیلمی محصول سال ۲۰۰۰ و به کارگردانی دیوید داوان است. در این فیلم بازیگرانی همچون گوویندا، اورمیلا ماتوندکار، ناگما، قادرخان، اوم پوری، جانی لور، راضا مراد ایفای نقش کرده‌اند.